# Politolinguistik
Politolinguistik ist eine Teildisziplin der Sprachwissenschaft, die sich mit der wissenschaftlichen Untersuchung und Kritik der politischen Kommunikation beschäftigt. Sie ist weitgehend empirisch ausgerichtet und vorwiegend dem Bereich der Angewandten Linguistik zuzurechnen. Politolinguistische Studien können sich auf alle wesentlichen Aspekte der Sprache beziehen, insbesondere auf solche, die der Semantik und der Pragmatik zuzuordnen sind.

## Geschichte
Der Begriff Politolinguistik wurde 1996 von Armin Burkhardt in einem Aufsatz, der ihn zugleich als Haupttitel führt, als Bezeichnung für die „bisher namenlose“ Teildisziplin der Sprachwissenschaft eingeführt, die sich mit der kritischen Analyse der politischen Sprache beschäftigt. Die Politolinguistik ist im Grenzgebiet zwischen Linguistik und Politikwissenschaft (Politologie) angesiedelt und in beiden Wissenschaften „weniger dem ,theoretischen‘ als dem ,angewandten‘ und innerhalb des ,angewandten‘ dem ,kritischen‘ Teilbereich zuzuordnen.“
Gegenstand der linguistischen Analyse wurde die politische Sprache in Deutschland etwa um 1900. Hier war sie zunächst Teil der damals aktuellen Schlagwortforschung. Genau im Jahre 1900 erschien Richard M. Meyers „Vierhundert Schlagworte“ und bald darauf Otto Ladendorfs „Historisches Schlagwörterbuch“ (1906), in dem allerdings neben wichtiger politischer Lexik des späten 19. Jahrhunderts auch „Modewörter“ und Neologismen der damaligen Zeit (wie „Mob“ oder „Katzenmusik“) behandelt werden. Und schon 1898 hatte der Lexikograph Hermann Wunderlich in einem Aufsatz das 50. Jubiläum der Konstituierenden Deutschen Nationalversammlung in der Frankfurter Paulskirche linguistisch gewürdigt.
Den eigentlichen historischen Ausgangspunkt für die Entstehung einer Linguistik der politischen Sprache im deutschsprachigen Raum bildeten jedoch Studien zur Sprache des Nationalsozialismus und zu Divergenzen im politischen Wortschatz der beiden deutschen Staaten. Diese Arbeiten entstanden seit den 1950er bzw. 1960er Jahren und blieben zunächst weitgehend auf die genannten Gegenstandsbereiche beschränkt. Erst als Folge der innenpolitischen Zäsur der Jahre 1968/69 ist die öffentliche Kommunikation über politische Fragen seit den frühen 1970ern vermehrt zum Gegenstand linguistischer und politologischer Untersuchungen geworden.
Nach einem leichten Rückgang des Interesses gegen Ende der sozialliberalen Ära nahm die Zahl der Publikationen zur politischen Sprache seit 1982/83, den Jahren der Nachrüstungs-Diskussionen und der liberalkonservativen „Wende“, wieder spürbar zu. Die anfängliche Konzentration auf den militärpolitischen Sprachgebrauch wurde nach und nach zugunsten der Untersuchung allgemeinerer Themen wie ,parlamentarische Kommunikation‘, ,semantische Kämpfe‘ oder ,politische Sprache in den Medien‘ aufgegeben. Daneben sind zahlreiche Einzelstudien zu politischen Textsorten und zur sprachlichen Verarbeitung innen- wie außenpolitischer Einzelereignisse entstanden.
Seit 1989 sind zunächst vor allem die Sprache der „Wende“ in der DDR und die Sprache der „Nach-Wendezeit“ in der durch die staatliche Vereinigung vergrößerten Bundesrepublik zum bestimmenden Thema geworden. Über die Analyse der Diskurse über Migration und die Nutzung der Atomkraft hinaus werden inzwischen aber auch vermehrt die parlamentarische Kommunikation, die Wahlkampfsprache und die politische Medienkommunikation untersucht. Zudem lässt sich eine zunehmende Hinwendung zur Historiographie der politischen Sprache erkennen, wie etwa Diekmannshenkes Studie über die Schlagwörter der Zeit der Bauernkriege (1994) oder die von Stötzel/Wengeler (1995) bzw. Böke/Liedtke/Wengeler (1996) herausgegebenen diskursanalytischen Studien zu den Leitvokabeln der Bundesrepublik bezeugen. Auch wenn immer öfter pragmatische Ansätze eine Rolle spielen, hat doch die Deskription und (kritische) Analyse politischer Lexik stets im Vordergrund der Bemühungen gestanden.
In Österreich beschränkt sich das politolinguistische Tätigkeitsfeld bislang im Wesentlichen auf die in erster Linie diskursanalytisch orientierten Arbeiten an der Universität Wien, wobei das Schaffen der Sprachwissenschaftlerin Ruth Wodak schulenbildend wirkte. Ansätze zu politolinguistischer Forschung und einige Publikationen gab es außerdem in Salzburg in den 1990er und 2000er Jahren unter der Führung von Oswald Panagl.

## Untersuchungsbereiche
Nach Klein (1998, S. 194 ff.) finden politolinguistische Untersuchungen überwiegend in drei spezifischen Bereichen statt. Diese Untersuchungsbereiche sind teilweise nicht voneinander abzugrenzen, da die Übergänge fließend sein können. Es handelt sich dabei um eine in der Politikwissenschaft etablierte Kategorisierung politischen Handelns.

### Sprache und politisches System (polity)
Der Aspekt der Polity bezieht sich in der Politolinguistik auf den Zusammenhang zwischen der Sprache und dem vorherrschenden politischen System, in dem sie verwendet wird. Der Einfluss dieses Systems ist groß genug (oder wird als groß genug erachtet), um es zu rechtfertigen, dass sprachliche Befunde zu Indikatoren für ein solches System erklärt beziehungsweise ihre Formen durch den Bezug zu diesem System begründet werden.
Im Zusammenhang mit politischen Systemen wird die „Sprache, insbesondere die Lexik, als Ausdruck oder Konstitutionsbedingung von Ideologie“ (Klein 1998, S. 195) angesehen. In dieser Hinsicht werden vor allem in verschiedenen politischen Strömungen übliche „Meinungs-“ oder „Ideologiesprachen“ untersucht. Häufig zeichnen sich diese Untersuchungen durch eine besondere Nähe zur Anfang des 20. Jahrhunderts entstandenen Schlagwortforschung aus. Beispiele für polity-bezogene linguistische Studien bilden etwa Untersuchungen zur Sprache des/im Nationalsozialismus und zur parlamentarischen Kommunikation.

### Sprache und politischer Prozess (politics)
Die Besonderheiten politischer Sprache erschöpfen sich jedoch nicht in ihrem ideologischen Bezug. Ihnen wird darüber hinaus auch ein strategischer Aspekt zugeschrieben. Sowohl die klassischen rhetorischen Mittel als auch die Strategien des sogenannten „Begriffe-Besetzens“ (beispielsweise in Wahlkämpfen), die Nutzung von Vagheit und Mehrdeutigkeit oder gesprächsrhetorische Strategien in Fernseh-Talkshows sind in diesem Sinne für die politolinguistische Sprachforschung von Interesse. Politische Prozesse werden im Rahmen entsprechender Studien vor allem als sprachlich konstituierte politische Kommunikationsprozesse gesehen.
Einige politische Reden waren aufgrund ihres Kontextes oder ihrer sprachlichen bzw. rhetorischen Eigenschaften in Bezug auf ihre Wirkung so bedeutsam oder umstritten, dass sie als Einzelphänomene Gegenstand linguistischer Untersuchungen wurden. Dies gilt etwa für die viel beachtete Rede des damaligen Bundespräsidenten Richard von Weizsäcker zum 40. Jahrestag des Kriegsendes oder die missglückte Gedenkrede des ehemaligen Bundestagspräsidenten Philipp Jenninger am 10. November 1988 zum 50. Jahrestag der Novemberpogrome 1938. Als prominentes Beispiel einer untersuchten Rede gilt auch die sogenannte „Sportpalastrede“ des NS-Reichspropagandaministers Joseph Goebbels vom 18. Februar 1943.
Besondere Bedeutung im Zusammenhang mit politischen Prozessen kommt seit jeher der (politischen) Sprachkritik zu, die als die Form bestimmt werden kann, „in der auf der Basis sprachwissenschaftlicher Kompetenz in den politischen Kommunikationsprozess eingegriffen werden kann.“ (ebd.) Hier konzentrierten sich die politolinguistischen Bemühungen seit den 1960er Jahren vor allem auf die Bundesrepublik. Nachdem die Sprachkritik in den 1970er Jahren nicht selten von Vertretern anderer Wissenschaftsgebiete als der Sprachwissenschaft zur Diskreditierung ihrer jeweiligen politischen Gegner missbraucht wurde, wird in ihrer heutigen Praxis vor allem auf die Unabhängigkeit der Analyse von der eigenen politischen Überzeugung Wert gelegt.

### Sprache und Politikfelder (policies)
Politolinguistische Untersuchungen können sich auf die unterschiedlichen Politikfelder beziehen. Nicht alle Themenbereiche sind aber bisher gleichermaßen beachtet worden. Häufig war die Auswahl mehr oder weniger stark vom öffentlichen Interesse sowie der eigenen Überzeugung abhängig. Genuin politolinguistische Beiträge sind dabei prinzipiell neutral und „primär [von] analytischem Interesse“ (ebd.), sodass der Rezipient selbst zu einer politischen Urteilsbildung kommen soll bzw. kann. Seit Ende der 1970er Jahre entstanden zunächst zahlreiche Beiträge zur Sprache der Rüstungs- bzw. Abrüstungspolitik; seit den 1990ern werden dagegen besonders die sprachlichen Aspekte der Asyl- und Migrations- sowie der Wirtschafts- und Sozialpolitik thematisiert oder „Frauen benachteiligende Tendenzen erstens in der deutschen Sprache und zweitens in bestimmten sprachlichen Kommunikationsmustern“ (ebd., S. 198) kritisiert.

## Theorie

### Bedeutungs- und Bezeichnungskonkurrenz
Besonders im Rahmen der Untersuchung von ideologischem Vokabular stellen „Bedeutungskonkurrenz“ und „Bezeichnungskonkurrenz“ wichtige Fachtermini dar. Unter Bedeutungskonkurrenz versteht man, wenn dasselbe Wort – ohne dies explizit deutlich zu machen – in unterschiedlichen Bedeutungen verwendet wird, zum Beispiel das Hochwertwort „Sozialismus“ in einem sozialistischen Kontext mit den Merkmalen Klasse und Kampf und in einem nichtsozialistischen Kontext ohne diese Merkmale zur Anwendung kommt. Von Bezeichnungskonkurrenz spricht man, wenn dieselbe politische Angelegenheit von verschiedenen politischen Gruppierungen mit unterschiedlichen Ausdrücken bezeichnet werden, so etwa wenn Befürworter eine bestimmte Maßnahme mit Umbau bezeichnen und diese für die Gegner aber Abbau bedeutet (‚Umbau des Sozialsystems‘ versus ‚Sozialabbau‘).
Bedeutungs- und Bezeichnungskonkurrenz sind die beiden wichtigsten Formen des semantischen Kampfes.

### Kampagnen
Politische Kommunikation ist in Kampagnen aufgebaut. Das dezidierte Ziel einer Kampagne ist es, eine Mehrheit zu einer politischen Entscheidung zu bewegen. Dies wird größtenteils dadurch erreicht, dass Kampagnen geplant Aufmerksamkeit erregen sollen. Es sei wichtig darauf zu achten, dass diese durch ein einheitliches Auftreten in Bild und Wort geprägt ist. Dazu dienen vor allem die in der politischen Kommunikation zentralen Botschaften. Eine Kampagne setzt sich erst dann von anderen ab, wenn der Kandidat, die Partei, oder der Inhalt sich klar von anderen unterscheidet. Die erfolgreichste Strategie, die Mehrheit von seiner Kampagne zu überzeugen ist eine ständige Präsenz und Wiederholung des Kontaktes.

### Rezipienten
Politische Kommunikation richtet sich an verschiedene Rezipienten. Diese lassen sich nach dem sogenannten SSS-Modell in drei verschiedene Gruppen zu unterteilen:
- Sinners
- Saveables
- Saints

#### Sinners
Zu den sogenannten Sinners zählt die Personengruppe, die der Person, Partei oder Sache grundsätzlich abgeneigt gegenüber steht. Ziel der politischen Kommunikation soll es an dieser Stelle sein, die Sinners zu demobilisieren. Das bedeutet die Botschaften so zu formulieren, dass Angehörige dieser Gruppe nicht an der Entscheidung partizipieren wollen.

#### Saveables
Zu den sogenannten Saveables zählt die Personengruppe, die der Person, Partei oder Sache noch immer indifferent gegenüber steht. Sie sind noch unentschlossen und schließen sich bei unterschiedlichen Kampagnen unterschiedlichen Parteien, Personen oder Sachen an. Informationsveranstaltungen, Marketing und gute Argumentationsstrategien liegen im Fokus der Botschaften.

#### Saints
Zu den sogenannten Saints zählt die Personengruppe, die der Person, Partei oder Sache grundsätzlich positiv gegenüber steht. Ihre tiefsten politischen Überzeugungen stimmen deutlich mit denen unserer Kampagne überein und Abwerbungsversuche von anderen Personen oder Parteien sind sehr unwahrscheinlich. Ziel der politischen Kommunikation muss es an dieser Stelle also sein, die Saints zu mobilisieren. Das bedeutet die Botschaften so zu formulieren, dass Angehörige dieser Gruppe aktiv an der Entscheidung partizipieren wollen und von Versuchen der Demobilisierung möglichst abgeschirmt werden.

### Botschaften
Bei der Formulierung von Botschaften gilt es einige Grundregeln zu beachten. Die wichtigste Regel die zu beachten ist, ist die Tatsache, dass jegliche Form von Kommunikation von allen drei Rezipientengruppen aufgenommen werden können und dementsprechend anders interpretiert werden. (Siehe dazu: Reaktionen auf einen Vorschlag der Partei Bündnis 90/Die Grünen zur Einführung eines „Veggiedays“)
Außerdem sollten sich Botschaften stets der Basic-Level-Sprache bedienen:
- Simpel: Für alle verständlich (keine Fachbegriffe)
- Effektiv: Rezipienten sollen sich an den Inhalt erinnern
- Wirksam: Verknüpfung mit Emotionen und Erfahrungen

Die Verwendung von Emotionen und Erfahrungen stellt eine große Herausforderung in der Formulierung konkreter Botschaften dar. So sind bestimmte Begriffe mit bestimmten Assoziationen verbunden. Diese können sowohl negativ, als auch positiv besetzt sein. Generell gilt es in eigenen Botschaften negativ besetzte Begriffe zu vermeiden und im Idealfall durch positive Alternativen zu ersetzen. Als Beispiel dient hier der ehemalige Präsident Georg W. Bush der in seinen Botschaften von Steuersenkung öfter von sogenannten „tax relief“ sprach. Der Begriff relief bedeutet wörtlich übersetzt Erlösung und ist eng mit biblischen Texten verbunden. Damit ist er grundsätzlich bei den entsprechenden Rezipienten positiv besetzt, und für politische Gegner ist es schwer, gegen die „Erlösung“ zu argumentieren. (Siehe dazu auch: Framing)

## Fachverbände
Um die Analyse und Kritik der politischen Sprache in Gegenwart und Geschichte kümmert sich seit 1994 die Arbeitsgemeinschaft ,Sprache in der Politik‘ e.V., die aus einer Anfang der 1990er Jahre in Paderborn gegründeten ,Initiative Sprachwissenschaftler/innen für den Frieden‘ hervorgegangen ist. Sie ist ein Zusammenschluss von Linguistinnen und Linguisten, die im Bereich der politischen Sprache einen Forschungsschwerpunkt haben, und durch die Veranstaltung zahlreicher Fachtagungen zu politolinguistischen Themen und die Publikation von deren Ergebnissen hervorgetreten sind. Aktueller Vorsitzender ist Thomas Niehr (RWTH Aachen).
Darüber hinaus gibt es in der Deutschen Vereinigung für Politische Wissenschaft einen Arbeitskreis ,Politik und Kultur‘, dessen Sprecher derzeit Wolfgang Bergem (Universität Siegen), Paula Diehl (Christian-Albrechts-Universität zu Kiel) und Hans J. Lietzmann (Bergische Universität Wuppertal) sind.